# Prudhoe
Pour l’article homonyme, voir Prudhoe Bay.
Prudhoe est une ville et une paroisse civile du Northumberland, en Angleterre.